# Onregelmatig maregebied
Onregelmatige maregebieden (Engels: Irregular Mare Patches, IMPs) zijn oppervlakteformaties op de naar de Aarde toegekeerde kant van de Maan. Het bestaan van onregelmatige maregebieden werd ontdekt in 1971 op hogeresolutiefoto's genomen tijdens de missie van Apollo 15. Het bekendste en meest onderzochte onregelmatige maregebied is te vinden in Lacus Felicitatis en heeft de officieel erkende benaming Ina gekregen. De vloer van de opmerkelijk D-vormige formatie Ina vertoont een stelsel oliedruppelvormige bulten, waarvan de grootste de benaming Mons Agnes draagt. Ina kan met behulp van een krachtige telescoop en aangekoppelde webcam vrij gemakkelijk worden waargenomen en gefotografeerd.

## Lunar Reconnaissance Orbiter
De lancering van de Lunar Reconnaissance Orbiter in 2009 zorgde ervoor dat het summier lijstje van de tot dan toe gekende onregelmatige maregebieden met vele tientallen nieuw ontdekte exemplaren werd aangevuld. De meeste exemplaren bevinden zich in Mare Tranquillitatis. Ook bevindt er zich een omvangrijke groep nabij de krater Gruithuisen in het noordelijk gedeelte van Oceanus Procellarum, alsook ten oostzuidoosten van krater Bessarion V. Kleinere groepjes zijn te vinden aan de westelijke randen van Mare Serenitatis en Mare Fecunditatis, en ten westen van Manilius in Mare Vaporum.

## Het meest zuidelijke exemplaar
Onregelmatig maregebied nummer 5, met de bijnaam Nubium, is het meest zuidelijke en meest afgelegen exemplaar. Het behoort niet tot een groep. Het ligt net ten noorden van het heuvelcomplex Campanus ζ (Campanus zeta, ten oosten van de komvormige krater Campanus A in het uiterste zuidwestelijke gedeelte van Mare Nubium). Ten gevolge van de vrij kleine diameter ervan kan het amper worden waargenomen m.b.v. telescopen. Dit onregelmatig maregebied werd eerder gefotografeerd door Lunar Orbiter 4, maar op de foto die d.m.v. deze sonde werd gemaakt is wel de positie van het betreffend maregebiedje te zien, maar niet de typisch onregelmatige eigenschappen ervan.

## Genummerde lijst van onregelmatige maregebieden op de maan
Bron lijst: Irregular Mare Patches on the Moon, John Moore, bladzijden 52 t.e.m. 270.
GEM = Gruithuisen E en M sector (groep van onregelmatige maregebieden nabij de kraters Gruithuisen E en Gruithuisen M, in het zuidelijk gedeelte van Giovanni Battista Riccioli's Terra Pruinae tussen Sinus Roris en Mare Imbrium).
- 1: Op de vloer van een naamloze langwerpige dwarsliggende depressie in Rimae Sosigenes, in het westelijk gedeelte van Mare Tranquillitatis. Deze langwerpige depressie werd in 1971 gedurende de missie van Apollo 15 gefotografeerd vanuit omloop rond de maan, zie Hasselbladfoto's AS15-93-12675[2], AS15-95-12885[3], en AS15-97-13288.[4]
- 2: Op de vloer van de D-vormige depressie Ina in Lacus Felicitatis.
- 3: Cauchy-5, ten westen van het zich op een vlakke koepelheuvel bevindende kratertje Donna in het zuidoostelijk gedeelte van Mare Tranquillitatis.
- 4: Maskelyne, een spiegeleivormig onregelmatig maregebied tussen Maskelyne F en Wallach, in Mare Tranquillitatis. Dit onregelmatig maregebied werd in 1968 vrij toevallig gefotografeerd gedurende de orbitale missie van Apollo 8, zie Hasselbladfoto AS08-13-2301.[5] Net ten noorden ervan bevindt zich N°98 op de zuidoostelijke rand van een ondiep naamloos kratertje. N°83 is een onderdeel van N°4.
- 5: Nubium, het zuidelijkste onregelmatige maregebied op de naar de Aarde toegekeerde kant van de Maan, ten oostnoordoosten van Campanus A in het zuidwestelijkste gedeelte van Mare Nubium.
- 6: Ross E-1, ten zuidzuidoosten van Ross E in Mare Tranquillitatis.
- 7: Maclear-2, ten zuidzuidoosten van Maclear in Mare Tranquillitatis. Nabij N°32.
- 8: Aristarchus North, ten noordnoordoosten van Aristarchus.
- 9: Arago-5, ten zuidoosten van Maclear, ten zuidwesten van Ross H, in Mare Tranquillitatis. Nabij N°78.
- 10: Ten noordnoordwesten van Arago in het westelijke gedeelte van Mare Tranquillitatis. Nabij N°89.
- 11: Jansen-1, ten zuidoosten van Jansen U in Mare Tranquillitatis. N°11 bevindt zich buiten het zuidelijk gedeelte van de rand van een naamloos kratertje met diameter 500 meter.
- 12: Ten noordnoordwesten van Arago D, ten westzuidwesten van Arago E, in Mare Tranquillitatis.
- 13: Ten westnoordwesten van Jansen G in Mare Tranquillitatis.
- 14: Ten noordnoordwesten van Arago in het westelijk gedeelte van Mare Tranquillitatis.
- 15: Maclear-1, walvisvormig onregelmatig maregebied ten westnoordwesten van Arago E in Mare Tranquillitatis.
- 16: Ten westnoordwesten van Arago E in Mare Tranquillitatis. Nabij N°80.
- 17: Tussen Maclear en Ross H (ten westen van Ross H) in Mare Tranquillitatis.
- 18: Op het westelijk gedeelte van de vloer van Sosigenes, aan de westelijke rand van Mare Tranquillitatis.
- 19: Ten westnoordwesten van Jansen G in Mare Tranquillitatis.
- 20: Ten oostnoordoosten van Jansen G in Mare Tranquillitatis.
- 21: Net ten westen van Mons Bradley in het Apennijnengebergte, aan de zuidoostelijke rand van Mare Imbrium. N°21 bestaat uit twee gedeelten: N°21-A en N°21-B. Gedeelte A is kleiner dan gedeelte B en bevindt zich ten zuiden van B. De afmetingen van beide gedeelten zijn kleiner dan een halve kilometer.
- 22: Ten zuiden van Maclear in Mare Tranquillitatis. Nabij N°74.
- 23: GEM-30, in een naamloze krater ten noordoosten van Gruithuisen S, in het zuidelijk gedeelte van Riccioli's Terra Pruinae. N°23 vormt, samen met N°53, N°66, en N°106, een groepje op de vloer van de naamloze krater.
- 24: T-vormig of Y-vormig onregelmatig maregebied ten noordnoordwesten van Arago D, ten zuidwesten van Arago E, in Mare Tranquillitatis. Diameter 0,3 kilometer.
- 25: Jansen-2, ten westzuidwesten van Jansen T in Mare Tranquillitatis (spill from a dimple craterlet).
- 26: Ten westzuidwesten van Maclear in Mare Tranquillitatis.
- 27: Het zuidoostelijkste exemplaar van een groep onregelmatige maregebiedjes ten oostzuidoosten van Bessarion V.
- 28: GEM-1, ten noordnoordwesten van Gruithuisen E, in het zuidelijk gedeelte van Riccioli's Terra Pruinae.
- 29: Tussen Jansen G en Ross G in Mare Tranquillitatis. Nabij N°49.
- 30: Ten westen van Manilius in Mare Vaporum. Nabij N°37 en N°84. N°30 bevindt zich in een depressie met de vorm van Noord-Amerika. N°84 bevindt zich in Zuid-Amerika.
- 31: Ten oostnoordoosten van Maclear in Mare Tranquillitatis.
- 32: Ten zuiden van Maclear in Mare Tranquillitatis. Nabij het veel grotere N°7 (Maclear-2).
- 33: Ten zuiden van Jansen G in Mare Tranquillitatis.
- 34: In Gruithuisen P ten noorden van de koepelheuvel Mons Gruithuisen gamma, in het zuidelijk gedeelte van Riccioli's Terra Pruinae.
- 35: In Hyginus Z. De diameter van dit onregelmatig maregebied bedraagt 200 meter. Net ten noordwesten van dit gebied bevindt zich een groepje van drie kleinere onregelmatige maregebiedjes met afmetingen 50 tot 20 meter.
- 36: Carrel-1, ten noordwesten van Jansen G in Mare Tranquillitatis (broken ellipse). Nabij N°79.
- 37: Manilius-2, ten westen van Manilius in Mare Vaporum. Nabij N°30 en N°84.
- 38: Ten oostnoordoosten van Arago E, ten zuidzuidoosten van een kleine naamloze stralenkrater, in Mare Tranquillitatis.
- 39: GEM-24, in de restant van een naamloze krater ten noordwesten van Gruithuisen M, in het zuidelijk gedeelte van Riccioli's Terra Pruinae. N°39 vormt samen met N°41, N°67, en N°105, een groepje op de vloer van de naamloze krater.
- 40: GEM-4, ten noordnoordwesten van Gruithuisen E, in het zuidelijk gedeelte van Riccioli's Terra Pruinae.
- 41: GEM-28, in de restant van een naamloze krater ten noordwesten van Gruithuisen M, in het zuidelijk gedeelte van Riccioli's Terra Pruinae. N°41 vormt samen met N°39, N°67, en N°105, een groepje op de vloer van de naamloze krater.
- 42: Ten noordwesten van Arago C, in een zuidelijke uitloper van de boogvormige breuklijnen ten zuiden van Arago, in Mare Tranquillitatis.
- 43: GEM-3, ten noordnoordwesten van Gruithuisen E, in het zuidelijk gedeelte van Riccioli's Terra Pruinae.
- 44: Ten westnoordwesten van Arago E in Mare Tranquillitatis.
- 45: Aan Rima Bode II, ten oosten van Sinus Aestuum. Dit onregelmatig maregebiedje werd reeds gefotografeerd door Lunar Orbiter 5, en is te zien op foto LO5-122-h3.[6]
- 46: Hyginus, op de vloer van krater Hyginus in het middendeel van Rima Hyginus. De talrijke onregelmatige maregebiedjes op de vloer van deze krater werden reeds gefotografeerd door Lunar Orbiter 5, en zijn te zien op foto LO5-095-h1.[7]
- 47: Ten oostzuidoosten van het zich op een vlakke koepelheuvel bevindende kratertje Donna in het zuidoostelijk gedeelte van Mare Tranquillitatis. Ten zuiden van N°47 bevindt zich een veld kleine onregelmatige maregebiedjes dat niet vermeld is in het boek Irregular Mare Patches on the Moon van John Moore (2019).
- 48: Ten noordoosten van Sosigenes A, nabij Rimae Sosigenes, in het westelijk gedeelte van Mare Tranquillitatis.
- 49: Ten noordwesten van Jansen G, ten zuidoosten van Ross G, in Mare Tranquillitatis. Nabij N°29.
- 50: Ten noordwesten van Bode E, nabij Rima Bode II, ten oosten van Sinus Aestuum.
- 51: Het meest westelijke exemplaar van de groep ten oostzuidoosten van Bessarion V. N°51 is een veld uiterst kleine onregelmatige maregebiedjes dat zich net ten oosten van een naamloze krater met diameter 1300 meter bevindt. De maregebiedjes zelf meten qua diameters slechts enkele meters tot 50 meter.
- 52: GEM-21, in een naamloze krater ten noorden van Gruithuisen E, in het zuidelijk gedeelte van Riccioli's Terra Pruinae.
- 53: GEM-32, in een naamloze krater ten noordoosten van Gruithuisen S, in het zuidelijk gedeelte van Riccioli's Terra Pruinae. N°53 vormt, samen met N°23, N°66, en N°106, een groepje op de bodem van de naamloze krater.
- 54: GEM-7, ten noordnoordoosten van Gruithuisen E, in het zuidelijk gedeelte van Riccioli's Terra Pruinae.
- 55: Op het zuidwestelijk gedeelte van de vloer van Lamont in Mare Tranquillitatis.
- 56: Ten oostzuidoosten van Menzel, ten westzuidwesten van Taruntius F, in Mare Tranquillitatis.
- 57: GEM-11, ten oosten van naamloze krater ten noorden van Gruithuisen E, in het zuidelijk gedeelte van Riccioli's Terra Pruinae.
- 58: Ten oostnoordoosten van Lubbock H, ten zuidzuidwesten van Secchi X, in Mare Fecunditatis. Nabij N°62 en N°107.
- 59: GEM-31, ten oostnoordoosten van naamloze krater ten noorden van Gruithuisen E, in het zuidelijk gedeelte van Riccioli's Terra Pruinae.
- 60: Ten noordwesten van Arago E in Mare Tranquillitatis.
- 61: Ten noordnoordwesten van Arago E, ten zuidoosten van Ross H, in Mare Tranquillitatis.
- 62: Ten oostnoordoosten van Lubbock H, ten zuiden van Secchi X, in Mare Fecunditatis. Nabij N°58 en N°107.
- 63: Prinz-1, ten noordnoordwesten van Prinz, ten oosten van Ivan, onmiddellijk ten westen van Rima Handel.
- 64: In het zuidelijk gedeelte van de groep ten oostzuidoosten van Bessarion V.
- 65: GEM-35, ten noordnoordwesten van Gruithuisen G, in het zuidelijk gedeelte van Riccioli's Terra Pruinae. N°65 is een groep kleine onregelmatige maregebiedjes op de oostelijke rand van een naamloze krater met diameter 3 kilometer, gelegen tussen Gruithuisen E en Gruithuisen G.
- 66: GEM-29, in een naamloze krater ten noordoosten van Gruithuisen S, in het zuidelijk gedeelte van Riccioli's Terra Pruinae. N°66 vormt samen met N°23, N°53, en N°106, een groepje op de vloer van de naamloze krater.
- 67: GEM-26, in de restant van een naamloze krater ten noordwesten van Gruithuisen M, in het zuidelijk gedeelte van Riccioli's Terra Pruinae. N°67 vormt samen met N°39, N°41, en N°105 een groepje op de vloer van de naamloze krater.
- 68: GEM-17, in naamloze krater ten noorden van Gruithuisen E, in het zuidelijk gedeelte van Riccioli's Terra Pruinae.
- 69: GEM-12, ten noordnoordoosten van Gruithuisen E, in het zuidelijk gedeelte van Riccioli's Terra Pruinae.
- 70: GEM-6, in naamloze krater ten noorden van Gruithuisen E, in het zuidelijk gedeelte van Riccioli's Terra Pruinae.
- 71: Ten zuiden van Ross H in Mare Tranquillitatis.
- 72: Ten zuidzuidwesten van Al-Bakri in het noordwestelijk gedeelte van Mare Tranquillitatis.
- 73: In het noordelijk gedeelte van de groep ten oostzuidoosten van Bessarion V.
- 74: Ten zuiden van Maclear in Mare Tranquillitatis. Nabij N°22.
- 75: Ten zuidwesten van Ross H in Mare Tranquillitatis.
- 76: Ten oosten van Maclear in Mare Tranquillitatis. N°76 is een langwerpig onregelmatig maregebied, door John Moore beschouwd als een afwijkend exemplaar.
- 77: Ten westen van Arago E in Mare Tranquillitatis.
- 78: Ten zuidoosten van Maclear in Mare Tranquillitatis. Nabij N°9.
- 79: Ten noordwesten van Jansen G in Mare Tranquillitatis. Nabij de half ellipsvormige Carrel-1 (N°36). N°79 is een langwerpig onregelmatig maregebied, door John Moore beschouwd als een afwijkend exemplaar.
- 80: Ten noordwesten van Arago E in Mare Tranquillitatis. Nabij N°16.
- 81: In naamloze krater ten noorden van Gruithuisen E, in het zuidelijk gedeelte van Riccioli's Terra Pruinae.
- 82: Ten noordwesten van Aratus D in het westelijk gedeelte van Mare Serenitatis. N°82 bestaat uit een groepje uiterst kleine onregelmatige maregebiedjes dat ook vermeld is in het boek Apollo Over The Moon, a view from orbit (NASA SP-362).[8] Nabij N°82 bevinden zich N°91 en N°109.
- 83: Ten oostzuidoosten van Wallach in Mare Tranquillitatis. N°83 is een onderdeel van het spiegelei-vormig onregelmatig maregebied N°4, ook wel Maskelyne genoemd.
- 84: Ten westen van Manilius in Mare Vaporum. Nabij N°30 en N°37. N°84 bevindt zich in een depressie met de vorm van Zuid-Amerika. N°30 bevindt zich in Noord-Amerika.
- 85: Ten noordnoordoosten van Gruithuisen E, in het zuidelijk gedeelte van Riccioli's Terra Pruinae.
- 86: Aan de rand van naamloze krater ten noorden van Gruithuisen E, in het zuidelijk gedeelte van Riccioli's Terra Pruinae.
- 87: In het zuidelijk gedeelte van de groep ten oostzuidoosten van Bessarion V.
- 88: In het noordelijk gedeelte van de groep ten oostzuidoosten van Bessarion V.
- 89: Ten noordnoordwesten van Arago in Mare Tranquillitatis. Nabij N°10.
- 90: Ten noorden van Jansen G in Mare Tranquillitatis.
- 91: Ten westnoordwesten van Aratus D in het westelijk gedeelte van Mare Serenitatis. Nabij N°82 en N°109.
- 92: Ten noordnoordwesten van Gruithuisen E, in het zuidelijk gedeelte van Riccioli's Terra Pruinae.
- 93: Ten noorden van Gruithuisen E, in het zuidelijk gedeelte van Riccioli's Terra Pruinae.
- 94: In het noordelijk gedeelte van de groep ten oostzuidoosten van Bessarion V.
- 95: In het zuidelijkste gedeelte van de groep ten oostzuidoosten van Bessarion V.
- 96: In de groep ten oostzuidoosten van Bessarion V.
- 97: In de groep ten oostzuidoosten van Bessarion V.
- 98: Tussen Maskelyne F en Wallach in Mare Tranquillitatis. N°98 bevindt zich op de zuidoostelijke rand van een ondiep naamloos kratertje. Net ten zuiden ervan bevindt zich N°4, het spiegelei-vormig onregelmatig maregebied dat onofficieel de benaming Maskelyne draagt.
- 99: In de groep ten oostzuidoosten van Bessarion V.
- 100: In de groep ten oostzuidoosten van Bessarion V.
- 101: Ten westen van Arago E in Mare Tranquillitatis.
- 102: Ten westnoordwesten van Arago E in Mare Tranquillitatis.
- 103: Ten noordnoordoosten van Gruithuisen E, in het zuidelijk gedeelte van Riccioli's Terra Pruinae.
- 104: In een naamloze baaivormige onvolledige krater ten zuidzuidwesten van Mairan L, in het zuidelijk gedeelte van Riccioli's Terra Pruinae. N°104 bestaat uit twee afzonderlijke kleine onregelmatige maregebiedjes (N°104-A en N°104-B) omstreeks het zuidzuidoostelijk gedeelte van de rand van de naamloze baaivormige krater.
- 105: In de restant van een naamloze krater ten noordwesten van Gruithuisen M, in het zuidelijk gedeelte van Riccioli's Terra Pruinae. N°105 vormt samen met N°39, N°41, en N°67, een groepje op de vloer van de naamloze krater.
- 106: In een naamloze krater ten noordoosten van Gruithuisen S, in het zuidelijk gedeelte van Riccioli's Terra Pruinae. N°106 vormt samen met N°23, N°53, en N°66, een groepje op de vloer van de naamloze krater.
- 107: Ten noordoosten van Lubbock H, ten zuidzuidwesten van Secchi X, in Mare Fecunditatis. Nabij N°58 en N°62.
- 108: In het zuidwestelijk gedeelte van Lamont in Mare Tranquillitatis.
- 109: Ten noordwesten van Aratus D in het westelijk gedeelte van Mare Serenitatis. Nabij N°82 en N°91.
- 110: J-Moore, in het zuidwestelijk gedeelte van Lamont in Mare Tranquillitatis.

## Het vergeten veld ten zuiden van Donna
In het zuidoostelijk gedeelte van Mare Tranquillitatis, ten zuiden van het (zich op een vlakke koepelheuvel bevindende) kratertje Donna, ligt een veld bestaande uit kleine onregelmatige maregebiedjes. Dit veld is niet vermeld in het boek Irregular Mare Patches on the Moon van John Moore (2019). Dit veld kan onderzocht worden m.b.v. de ACT-REACT Quick Map, samengesteld aan de hand van hogeresolutiefoto's afkomstig van de Lunar Reconnaissance Orbiter (LRO).
Posities van enkele opvallende maregebiedjes in dit veld (coördinaten gerangschikt van noord naar zuid).
Alle maregebiedjes bevinden zich in het quadrant 6° Noord - 7° Noord / 38° Oost - 39° Oost.
- Latitude: 6.66000 / Longitude: 38.33690 (lengte: 40 meter).
- Latitude: 6.65458 / Longitude: 38.32841 (een min-of-meer rechthoekig gebiedje met lengte 100 meter).
- Latitude: 6.61475 / Longitude: 38.42440 (op het zuidelijk gedeelte van de rand van een vlakke krater met diameter 150 meter).
- Latitude: 6.59349 / Longitude: 38.29852 (lengte: 35 tot 40 meter).
- Latitude: 6.58654 / Longitude: 38.40587 (op het oostelijk gedeelte van de rand van een vlakke krater met diameter 200 meter).
- Latitude: 6.58581 / Longitude: 38.29823 (op het noordoostelijk gedeelte van een vlakke krater met diameter 700 meter).
- Latitude: 6.56620 / Longitude: 38.42122 (op het zuidoostelijk gedeelte van de rand van een vlakke krater met diameter 200 meter).
- Latitude: 6.56593 / Longitude: 38.41785 (op het zuidwestelijk gedeelte van de rand van een vlakke krater met diameter 200 meter).
- Latitude: 6.56330 / Longitude: 38.31982 (diameter: 50 meter, het meest westelijke lid van een groepje uiterst kleine onregelmatige maregebiedjes).
- Latitude: 6.55237 / Longitude: 38.34106 (zeer opvallend gebiedje met diameter 70 meter, met net ten noordnoordoosten ervan nog een kleiner gebiedje).

## Schachtvormige putten
Gerelateerd aan de onregelmatige maregebiedjes op de maan zijn de schachtvormige putten (Engels: Skylights) waarvan het bekendste en meest onderzochte exemplaar de put ten noordoosten van de komvormige krater Sinas A in Mare Tranquillitatis is. De diameter van deze schachtvormige put bedraagt 100 meter. Deze put werd toevallig gefotografeerd tijdens de missie van Apollo 15 in 1971, d.m.v. de hogeresolutiecameras aan boord van de Scientific Instruments Module (SIM) van het in een baan om de maan cirkelende moederschip Endeavour. De camera aan boord van de Lunar Reconnaissance Orbiter (LRO) heeft deze put in nog hogere resolutie gefotografeerd, waarbij de cilindervormige vertikale wand alsook de dieperliggende vlakke bodem zichtbaar werden. Gezien de betrekkelijk kleine diameter van deze put kunnen daar geen telescopische waarnemingen van verricht worden, maar kan de exacte lokatie alsnog bepaald worden door de langwerpige depressie net ten westnoordwesten ervan. De lengte van deze langwerpige depressie bedraagt 5 kilometer, groot genoeg om waarneembaar te zijn m.b.v. een sterke amateurtelescoop en aangekoppelde webcam.